# 農業施設
農業施設（のうぎょうしせつ）は、建物を伴う農業生産・流通の場を指す言葉である。ここでの農業生産には農業機械の整備・格納や農業資材の保管のような間接的な生産行為を含め、農業流通は農産物の調整、貯蔵、出荷などの過程を総称する。なお、食品製造を行う工場は含まない。

## 農業施設の種類
所有や利用形態による区分としては、個別農家施設と共同利用施設に区分できる。主要作物や機能に基づく区分としては主要なものとして以下があげられる。

### 穀類関連施設
- 集荷施設
- 育苗施設
- 種子センター
- 播種プラント
- 乾燥施設
- 共同乾燥調製（貯蔵）施設
  - カントリーエレベーター
  - ライスセンター
- 精米工場
- サイロ
- 貯蔵施設（低温倉庫）
- 出荷施設

### 園芸施設
- パイプハウス
- 鉄骨ハウス
- プラスチックハウス
- ガラス室（いわゆる温室）
- 植物工場

### 畜産施設
- 畜舎
  - 牛舎
  - 鶏舎
  - 豚舎
- 飼料調整施設
- 飼料貯蔵庫
- ふ化施設
- GP（grading and packing）センター

### 青果物流通施設
- 予冷施設
- 集出荷施設
- 冷凍機
- 選果包装施設
  - 非破壊検査
- 低温貯蔵施設
- 追熟施設
- カット野菜加工施設
- プレハブ冷蔵庫

### 再生可能エネルギー施設
上述の農業施設は全てエネルギー投入が必要であり、下記のような再生可能エネルギーが利用される。
- 太陽熱集熱器
- 太陽光発電システム
- 営農型太陽光発電
- 風力発電
- 水力発電
- 地熱利用
- 雪氷冷熱利用
- バイオマス利用
- 排熱利用

### 廃水・廃棄物処理施設
特に畜産施設などからの汚濁物質を含む排水（=廃水）の処理や家畜糞尿の処理を行う。
- 糞尿搬出処理施設
- 糞尿貯留施設
- 搾乳関連排水処理施設

## 農業施設学
農業施設に関する諸課題を科学的・工学的手法によって研究し、合理的な農業施設の設計を可能とするための学術分野。熱工学、流体力学や構造力学といった建築学と関連性の強い手法を多用する。また、近年は再生可能エネルギーや計測工学、情報工学に関連した研究開発も広く行われている。

## 用語の誤用・混同
農業施設という用語について、土地改良施設（土地改良事業で造成されるかんがい・排水のための公共施設、農業水利施設）を指し示した用法が地方公共団体のホームページなどで見られるが、誤用である。これについては、冒頭の定義が、農業土木を扱う学術団体である農業農村工学会が取りまとめているハンドブックでも使用されていることからも明確である。